# 동아중학교
동아중학교(東亞中學校)는 대한민국 부산광역시에 수영구 광안동에 있는 사립 중학교이다.

## 학교 연혁
- 1946년 3월 10일 : 공생 중고등학교 설립 개교, 초대 최연재 교장 취임
- 1947년 1월 10일 : 동아대학교 부속중학교로 개칭
- 1948년 6월 28일 : 동아초급중학교 설립 인가, 3년제
- 1962년 11월 20일 : 학칙 변경 인가, 주간 30학급, 야간 18학급
- 1979년 11월 17일 : 학칙 변경 인가, 야간 학급 폐지
- 1981년 3월 1일 : 신축 교사 이전, 광안동
- 1989년 1월 14일 : 동아학숙에서 동림학원으로 분리 설립 인가, 정휘위 이사장 취임
- 2002년 3월 1일 : 남녀공학 개편
- 2002년 4월 20일 : 교육관 신축 준공
- 2004년 6월 1일 : 도서관, 과학 실험실 현대화 사업 완료
- 2019년 11월 6일 : 첨단미래교실 미토피아 개관
- 2020년 7월 17일 : 동림학원 정원영 이사장 취임
- 2020년 11월 19일 : 학교 공간혁신(들찬마루) 개관, 창의융합과학실 구축
- 2023년 2월 8일 : 제77회 졸업식(졸업생 총 수 37,663명)
- 2023년 9월 1일 : 제22대 곽재국 교장 취임
- 2025년 3월 4일 : 2025학년도 입학식(8학급 207명)

## 참고 자료
- 동아중학교 - 한국교육학술정보원 학교알리미